# Skånes landskapsvapen
Skåne har sedan 1660 heraldiskt symboliserats av ett griphuvud. Från landskapets vapen har detta sedan förmedlats till länen.
Som landskap representeras Skåne av ett rött griphuvud på gyllene botten, som län av ett gyllene griphuvud på röd botten och som region av ett gyllene griphuvud på blå botten.

## Olika användning

### Skånes landskapsvapen
Blasonering: I fält av guld ett rött, avslitet griphuvud med blå krona och med blå beväring, därest dylik skall komma till användning.
Vapnet kan, i likhet med andra landskapsvapen, krönas av en hertiglig krona.
Landskapet Skåne var det viktigaste som tillföll Sverige genom freden i Roskilde 1658, men saknade vid övergången eget vapen. Vapnet skapades för att representera Skåne vid Karl X Gustavs begravning 1660. Man utgick från Malmö stadsvapen, men ändrade fältets färg från silver till guld. Vid vapenrevisionen 1939 ändrades även kronans färg från guld till blå. Malmö stad fick sitt avslitna griphuvud av kung Erik av Pommern 1437. Griphuvudet är en heraldisk förkortning av gripen i kung Eriks pommerska släktvapen (som numera ingår i vapnet och flaggan för den tyska delstaten Mecklenburg-Vorpommern).
De två län som fram till 1996 fanns i landskapet hade också vapen med gripmotivet.

### Malmöhus länsvapen
Blasonering: I fält av silver ett avslitet, rött griphuvud med krona av guld och med beväring av guld, därest dylik skall komma till användning, och däröver en med tre bjälkvis ordnade kronor av guld belagd ginstam.
Även här utgick man från griphuvudet i Malmös vapen, som genom landskapsvapnet blivit en symbol för Skåne. Liksom Jönköpings läns vapen utformades det som en kombination av residensstadens vapenbild och de tre kronorna representerande den svenska staten. Vapnet fastställdes 1939 och dess giltighet upphörde då länet upplöstes.

### Kristianstads länsvapen
Blasonering: I guldfält ett rött, avslitet griphuvud med blå krona, uppbärande fem plymer, röd, silver, röd, silver, röd, samt med blå beväring, därest dylik skall komma till användning.
Även för detta län användes griphuvudet, nu kompletterat med de plymer som förekommer som hjälmprydnad i Malmövapnet. Även detta vapen fastställdes 1939 och var giltigt fram till dess Skåne län bildades.

### Skånes länsvapen
Blasonering: I rött fält ett avslitet griphuvud, krönt med öppen krona, allt av guld.
I de flesta fall där länet bär landskapets namn och områdena är likartade är vapnen identiska. När ett vapen för Skåne län skulle fastställas valde man dock att ge detta omvända huvudtinkturer jämfört med landskapsvapnet. När vapnet representerar länsstyrelsen är det krönt av en kunglig krona.

### Region Skånesvapen
Blasonering: I blått fält ett uppkommande griphuvud, krönt med öppen krona, allt av guld.
Region Skåne har, till skillnad från andra regioner, antagit ett heraldiskt vapen. Det har samma huvudmotiv som landskaps- och länsvapnet. I det fallet är dock det gyllene griphuvudet placerat på blå botten. Vapnet används endast av den "politiska organisationen", det vill säga fullmäktige, nämnder och styrelser. I den övriga verksamheten används i stället en "koncernlogotyp".

### Övrig användning
Skånes landskapsvapen utgör den officiella landskapsflaggan för Skåne. Det är en kvadratisk duk, som i likhet med andra landskapsflaggor i Sverige är en så kallad vapenflagga.
Griphuvudet i det skånska vapnet har funnit ovanligt stor användning även i kommersiella sammanhang. Detta beroende på att sådan användning blivit etablerad redan före 1934, då lagstiftning om detta tillkom. Det har sålunda givit upphov till griphuvudet i Scania AB:s varumärke (Scania är det latinska och engelska namnet för Skåne) och därifrån via Saab-Scania även till varumärket för Saab AB. Flygbolaget Malmö Aviation, Kockums AB och säkerhetsföretaget AB Skånegripen använder också griphuvudet i sina loggor. Nordvästra Skånes Sparbank bytte 1990 namn till Sparbanken Gripen, som 2010 uppgick i Sparbanken Öresund.

## Bildgalleri

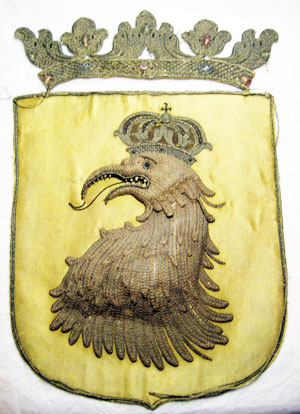
Skånes landskapsvapen, broderat för hästtäcke buret vid Karl X Gustavs begravning den 4 november 1660.
Malmöhus läns vapen.
Kristianstads läns vapen.
Skåne läns vapen.
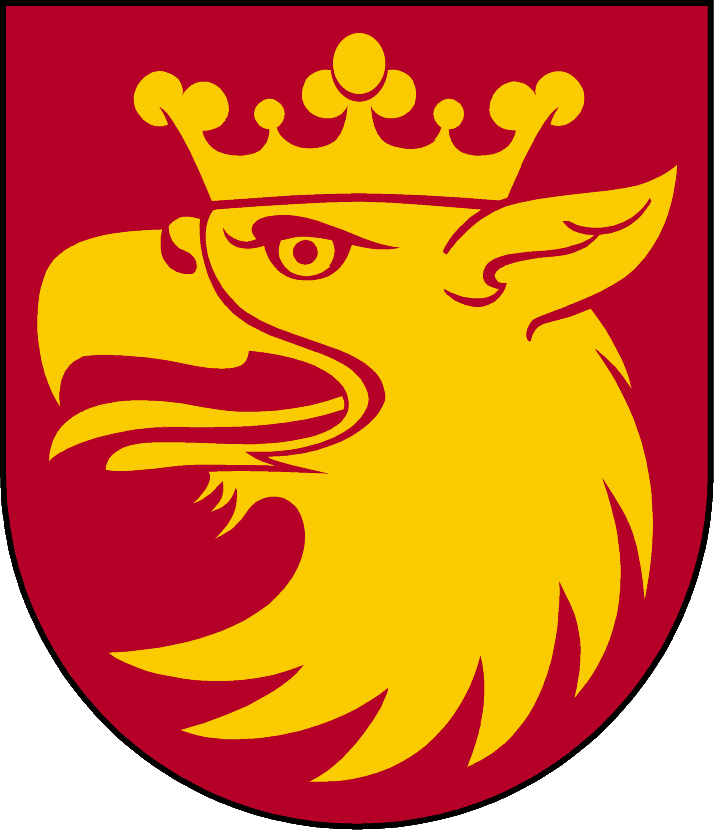
Skåne läns vapen som används av Länsstyrelsen efter Riksarkivets ritning.
Region Skånes vapen.